# Thoda Pyaar Thoda Magic
Pour plus de détails, voir Fiche technique et Distribution.
Thoda Pyaar Thoda Magic est un film indien de Bollywood réalisé par Kunal Kohli sorti le 27 juin 2008.
Le film met en vedette Saif Ali Khan et  Rani Mukherjee, le long métrage fut un succès mitigé aux box-office.

## Synopsis
Ranbir Talwar, un important industriel indien, se sent seul car il a perdu tous ceux qui lui étaient chers, notamment son ami d'enfance, qui a déménagé, et sa mère, qui est décédée pendant son enfance. À cause d'une distraction, il tue accidentellement un mari et sa femme en conduisant. Le juge le condamne à s'occuper des quatre enfants du défunt jusqu'à ce que le plus jeune ait 18 ans et à le faire sans les envoyer dans un pensionnat ou les confier à quelqu'un d'autre. De plus, le juge l'avertit que s'il ne s'occupe pas correctement d'eux, il sera condamné à 20 ans de prison sans possibilité de libération conditionnelle. Les enfants en veulent à Ranbir pour son rôle dans la mort de leurs parents et désirent se venger, alors qu'il n'est pas prêt à vivre avec eux, ce qui rend à la fois lui et les enfants malheureux dans cette situation.
Un jour, les enfants prient Dieu de les aider. Dieu discute de la question avec ses anges féeriques et décide d'envoyer Geeta, son ange préféré et le plus fantasque des anges, pour unir Ranbir aux enfants. Dieu l'avertit de ne pas utiliser sa capacité à modifier la réalité pendant son séjour sur terre. Geeta ignore l'avertissement de Dieu et utilise souvent ce pouvoir, offrant un soulagement comique ; elle descend sur terre et se déguise en mortelle. Elle se désigne elle-même comme gouvernante des enfants et les met en admiration devant elle en utilisant ses pouvoirs de transformation. Bientôt, elle s'attire leurs bonnes grâces grâce à son affection et à sa positivité. Les enfants commencent à la chérir et à dépendre d'elle, tandis que Ranbir reste perplexe et accablé par sa domination sur ses affaires. Il devient bientôt amoureux d'elle, malgré l'interférence de sa petite amie, Malaika.
La relation de Ranbir avec Malaika prend fin lorsque Geeta lui demande s'il veut mettre fin à leur relation. Elle, avec les enfants, réussit à ruiner sa fête d'anniversaire. Ranbir finit par s'impliquer dans la vie des enfants après que Geeta lui ait dit qu'il avait juste besoin de voir leurs rêves et de voir ce qui les trouble. Alors que Ranbir et les enfants se lient lentement, les enfants abandonnent leur désir de vengeance et le traitent comme un frère aîné. Dans un de ces incidents, Ranbir a emmené les enfants et Geeta à Los Angeles, alors qu'il avait un voyage de conférence avec son patron. Il les invite à jouer au golf, et l'aîné souhaite se venger et maltraite les enfants du patron. Il lance des insultes aux enfants, mais Ranbir les défend. Geeta est rappelée au paradis car elle a réussi à unir Ranbir et les enfants. Bouleversés, Ranbir et les enfants se rendent dans une église pour prier pour qu'elle revienne à eux. Après que Dieu ait parlé avec Geeta, il cède à ses souhaits et transforme Geeta en un humain qui a maintenant des émotions, lui permettant de retourner auprès des enfants. Geeta épouse Ranbir et donne naissance à une fille, qui hérite de la capacité de modifier la réalité, malgré la perte de son propre pouvoir par Geeta. Néanmoins, ils vécurent tous heureux pour toujours.

## Fiche technique
- Titre original : Thoda Pyaar Thoda Magic
- Langue : Hindi, Anglais
- Réalisateur : Kunal Kohli
- Pays :  Inde
- Dates de sortie :

 Inde : 27 juin 2008
 États-Unis : 28 juin 2008
 France : 3 juillet 2008
- Durée : 145 min

## Distribution
- Saif Ali Khan : Ranbeer Talwar
- Rani Mukerji : Geeta
- Akshat Chopra : Vashisht Walia
- Shriya Sharma : Aditi Walia
- Rachit Sidana :  Iqbal Walia
- Ayushi Burman : Avantika Walia
- Sharat Saxena :  Juge
- Razak Khan : Pappu
- Mahesh Thakur :  Lawyer
- Tarana Raja :  Kapoor
- Biren Patel :  Yada
- Cameron Pearson : Steve
- Tigerlily Perry :  Michelle
- Rishi Kapoor : Dieu (Apparition spéciale)
- Avec la participation spéciale de Ameesha Patel: Malaika

## Box-office
- Box-office Inde: 260 720 000 Roupies.

Box-office india qualifie le film de succès mitigé.